# Чорна рада (мінісеріал)
«Чо́рна ра́да» (робоча назва «Булава для розумної голови») — український історичний 9-серійний телесеріал за романом українського письменника Пантелеймона Куліша «Чорна рада». Телесеріал уперше транслював телеканал Перший національний у вересні 2000 року. Згодом, у 2002 році, творці для виходу на DVD створили урізану версія у форматі телефільму тривалістю 145 хв.
Станом на 2021 рік повна 9-серійна версія серіалу Чорна рада вважається втраченою, бо після трансляції цієї версії на телеканалі Перший національний у 2000 році ця повна версія ніколи не виходила у жодному форматі на домашньому відео.

## Сюжет
Основні події фільму розгортаються в тяжкі для України історичні часи. Після смерті Б. Хмельницького загострюється боротьба за гетьманську владу між Якимом Сомком та Іваном Брюховецьким, кульмінацією запеклого політичного протистояння стає Чорна рада 1663 року. На тлі політичних інтриг, несподіваних союзів і зрад розгортається інша сюжетна лінія — любовна. Масштабні батальні сцени, мальовничі національні костюми, відомі й улюблені актори роблять фільм привабливим для найширшого кола глядачів.

## Творча команда
- Автори сценарію: Григорій Штонь, Микола Засєєв-Руденко
- Режисер-постановник: Микола Засєєв-Руденко
- Оператор-постановник: Олександр Чорний
- Художник-постановник: Інна Биченкова
- Композитор: Ігор Поклад
- Текст пісні Дмитра Павличка
- Звукооператор: Тетяна Нілова
- Головний консультант: академік НАН України Валерій Смолій
- Співають: Ніна Матвієнко, Тарас Штонда
- Редактор: Олександр Кучерявий
- Режисер: Галина Горпинченко
- Художник по гриму: Ніна Одинович
- Художники по костюмах: Валентина Горлань, Алла Сапанович
- Оператор комбінованих зйомок: Валерій Осадчий
- Художник-декоратор: Михайло Полунін
- Монтажер: Н. Гончаренко
- Директор фільму: Світлана Петрова

## У ролях
- Богдан Ступка — Іван Брюховецький
- Олександр Бондаренко — Яким Сомко
- Олексій Петренко — Богдан Хмельницький
- Олександр Биструшкін — Іван Виговський
- Богдан Бенюк — Михайло Черевань
- Сергій Романюк — Іван Шрам
- Костянтин Шафоренко — Петро Шрам
- Микола Боклан — Кирило Тур
- Руслана Писанка — Мелашка
- Радмила Щоголева — Олеся
- Георгій Морозюк — Петро Сердюк, запорожець

А також Віталій Розстальний, Валерій Шевченко, Віктор Степанов, Микола Шутько, Анатолій Мокренко, Микола Олійник, Михайло Поплавський, Тетяна Кравченко, Володимир Сакун, Дмитро Наливайчук, Борис Харитонов, Йосип Найдук та ін.
У певний період роль Богдана Хмельницького мав виконати російський актор Василь Лановий, який стверджував, ніби він залюбки зіграє свою роль українською та вихвалявся, що «для нього [грати українською] труднощів не складає»; однак врешті Лановий відмовився грати Хмельницького у Чорній раді зі страху «уславитися антиросійським актором» і цю роль виконав український актор Олексій Петренко.

## Кошторис
В інтерв'ю 2015 року режисер заявляв, що кошторис серіалу становив 4 мільйони гривень; 120 тис. грн. з яких надав тодішній мер Києва Олександр Омельченко. Хоча у 2000 році тодішній керівник НТКУ Вадим Долганов у інтерв'ю українським ЗМІ повідомляв, що НТКУ проспонсорувала знімання серіалу, й оцінив загальний кошторис у $2.5 мільйона, зазначивши, що приблизно таку суму, у гривневому еквіваленті, протягом декількох попередніх років було знято з рахунків НТКУ.

## Знімання
Задум телесеріалу з'явився у режисера Миколи Засєєв-Руденка ще у 1997 році. Тоді в інтерв'ю українським ЗМІ він описував майбутній серіал як « 10-серійний супервестерн […], де буде використано новітню комп'ютерну техніку».
Сценарій фільму написаний досить близько до оригінальної версії Куліша, хоча режисер стрічки все-таки зробив певні зміни порівняно з першоджерелом; так, Засеєв-Руденко увів до стрічки образ Богдана Хмельницького, хоча його не було в романі.
Телесеріал знімали у 1999 році на Національній кіностудії художніх фільмів ім. О. Довженка на замовлення Держтелерадіо, НТКУ та Міністерства культури і мистецтв.

## Реліз

### Реліз 9-серійної серіальної версії
Вперше 9-серійний телесеріал Чорна рада загальною тривалістю 485 хв. транслювався телеканалом Перший національний у вересні 2000 року; показ було приурочено до свята Незалежності України. За словами деяких українських кінокритиків, прем'єрний показ серіалу у 2000 році не мав великого успіху, оскільки він був проігнорований комерційними телеканалами й демонструвався на Першому національному не в прайм-таймі, а в незручний час, коли його могли подивитись «лише безробітні та пенсіонери». Згодом телесеріальну 9-серійну версію стрічки кілька разів повторно показували на телеканалі Перший національний, зокрема у серпні 2011 року тощо. У 2009 році письменник Андрій Кокотюха стверджував що «після 2002-го знятий у локаціях музею в Пирогово серіал „Чорна Рада“ обов'язково [транслюється на День незалежності] або на каналі УТ-1, або на каналі Культура, або на каналі УТР, чи, як цього року, в денному ефірі каналу КДТРК», однак зі слів Кокотюхи не зрозуміло яку версію транслювали українські телеканали після 2002 — повноцінну 9-тисерійну чи скорочену телефільмову на 145 хв.

### Реліз телефільмової версії на DVD
У 2002 році для виходу на DVD творці переробили серіал у телефільм хронометражем на 145 хв., вирізавши понад 70 % вмісту, й на додачу до оригінальної українськомовної аудіодоріжки, додали також і російськомовне двоголосе закадрове озвучення як другу аудіодоріжку; згодом цей DVD видання кілька разів перевидавали, наприклад у 2008 році. Згодом у 2009 році для російського ринку творці зусиллями компанії Videoland також видали DVD з 4-серійною версією тривалістю 154 хв. з аудіодоріжкою з російськомовним двоголосим закадровим озвученням та з новою назвою — «Запорізька Січ» (рос. Запорожская сечь).